# Bosjökloster
Bosjökloster (før 1658 dansk: Bosø kloster) var først et kloster, siden en herregård i Frosta herred i Skåne.
Klosteret, der ligger på en landtange i Ringsjön, blev formentligt grundlagt i 1080'erne som et benediktinerkloster. Klosteret nævnes første gang i et pavebrev fra 1181, og det blev et af Skånes rigeste klostre. Dele af kirken og slottets østlige fløj er fra det oprindelige kloster.
Efter reformationen blev klosteret inddraget af kongen i 1537 og forlenet til Lunds afsatte ærkebiskop, rigsråd Torbern Bille. I 1559 forlenede Frederik II klosteret til Steen Jensen Rosensparre til Skarholt.
Allerede i 1560 mageskiftede kongen imidlertid det meste af ejendommen med Thale Ulfstand, enke efter Poul Laxmand til Stenholt. Rosensparre fik dog lov at beholde noget af ejendommen. Fru Thale var datter af rigsråd Holger Gregersen Ulfstand til Skabersjö og Hekkebjerg, som hun også kom til at eje. Hun overlevede sine børn og døde på Bosø Kloster i 1604. Ejendommen overgik da til hendes brodersøn Holger Jensen Ulfstand til Hekkebjerg, og siden til dennes datter Anne, gift med Jørgen Axelsen Urup til Birkebjerg (svensk: Björkeberga).
Jørgen Urups mor, Helle Marsvin, giftede sig efter mandens død med Jacob Beck til Baldringe gård (svensk: Baldringe gård) og Gladsax hus. Først Jørgen Urup og siden stedbroderen Jochum Beck afkøbte de øvrige arvingers dele, og da Jochum Beck i 1629 giftede sig med Else Sigvardsdatter Grubbe fra Hofdal Slot, var han eneejer. Efter tab måtte han sælge til Corfitz Ulfeldt, i hvis eje slottet var ved Sveriges erobring af Skåne.
Efter den svenske erobring overgik slottet til den svenske konge; men i 1735 fil Ulfeldts barnebarn Corfitz Ludvig Beck-Friis overdraget slottet. Efter friherre Lave Beck-Friis' død i 1904, blev slottet i 1908 solgt til slægten Bonde. Nu drives Bosjökloster af Tord Bonde, og det har siden 1962 været åbent for offentligheden.
Peder Eriksen Bille til Valden (svensk: Vallens slott) (død 1585) er begravet i Bosjökloster.

## Galleri
- Bosjökloster før ombygning i 1850'erne
- Bosjökloster set fra syd
- Den østlige klosterlænge

- Bosjö klosterkirke
- Klosterkirkens apsis
- Klosterkirkens interiør
- Thale Ulfstand og hendes mænds gravsten
- Thale Ulfstands epitafium